# Rosarium Virginis Mariae
Rožni venec device Marije (izvirno latinsko Rosarium Virginis Mariae) je apostolsko pismo, ki ga je napisal papež Janez Pavel II. leta 2002.
Kot že naslov pove, se to apostolsko pismo ukvarja s rožnim vencem, ki je posvečen Devici Mariji.
V zbirki Cerkveni dokumenti je to delo izšlo istega leta kot 98. cerkveni dokument (kratica CD 98).